# Angelina Golikova
Angelina Romanovna Golikova (in russo Ангелина Романовна Голикова?; Mosca, 17 settembre 1991) è una pattinatrice di velocità su ghiaccio russa.

## Palmarès

### Mondiali distanza singola
- 4 medaglie:
  - 1 oro (500 m a Heerenveen 2021);
  - 2 argenti (500 m e sprint a squadre a Salt Lake City 2020);
  - 1 bronzo (sprint a squadre a Inzell 2019).

### Europei
- 4 medaglie:
  - 2 ori (sprint a squadre a Kolomna 2018; sprint a squadre a Heerenveen 2020);
  - 1 argento (500 m a Kolomna 2018);
  - 1 bronzo (500 m a Heerenveen 2020).

### Coppa del Mondo
- Miglior piazzamento nella Coppa del Mondo 500 m: 2ª nel 2020.
- Miglior piazzamento nella Coppa del Mondo 1000 m: 9ª nel 2020.
- 15 podi (11 individuali, 4 a squadre):
  - 6 vittorie (3 individuali, 3 a squadre);
  - 4 secondi posti (3 individuali, 1 a squadre);
  - 5 terzi posti (tutti individuali).

### Universiadi
- 1 medaglia:
  - 1 bronzo (1000 m a Trentino 2013).